# Беријев МБР-2
Беријев МБР-2 (рус. Беријев МБР-2) је совјетски хидроавион који је пројектовала и израдила компанија ОКБ Бериев (ТАНТК Бериев). Пројектован је као патролни авион са 4 до 5 члановаа посаде, активно је служио у току Другог светског рата за патролирање, транспорт, извиђање и спасавање. Први пут је полетео 1931. године а производио се од 1934 до 1941. године.

## Пројектовање и развој
Г.М. Беријев је на сопствену иницијативу почео да пројектује морнарички извиђачки авион кратког домета МБР-2. За свој први авион, Бериев је изабрао шему једномоторног конзолног моноплана висококрилца са двостепеним чамцем, који је имао велику попречну ширину. Ово је требало да обезбеди хидроавиону добру способност за пловидбу, као и могућност полетања и слетања на воду са таласима висине до 0,7 м. Због недостатка дуралуминијума одлучено је да се овај хидроавион гради од дрвета.
Први прототип је полетео 1932. године, покретан увозним мотором BMW VI. Авион се показао успешним, па је серијска производња одобрена 1933. године. Први авиони са домаћим мотором Микулин М-17Б стигли су у борбене јединице 1934. године, а од 1935. године у њих је уграђен снажнији мотор Микулин М-34Н.
На захтев авио-компанија Аерофлот и Авиаарктика пројектована је а 1934. године и представљена цивилна верзија са шест седишта, означена МП-1, намењена првенствено за транспорт у приобалним подручјима. 

## Технички опис
Технички опис направљен на основу извора
Труп је двостепени чамац са кобиличастим дном. Конструкција од пуног дрвета - материјал јасен, бор и липа. Облога - шперплоча од брезе, на коју је залепљено платно. Чамац је био подељен на пет преграда водонепропусним преградама. Први одељак - кабина навигатора са постољем за митраљез, ту је био и отвор нишана за бомбардовање и уређај за причвршћивање сидра. Други одељак је кокпит, затворен одозго поклопцем. Трећи одељак су додатни резервоари за бензин и додатни резервоар за уље. Четврти одељак је инсталација за репни митраљез и моторни компресор за покретање мотора. Пети одељак је празан. У дрвеном делу чамац има дупло дно.
Погонска група се састоји од погонског мотора и пропелера (елисе). На овом авиону је коришчћено неколико мотора: на прототипу је коришћен BMW VI-3F и четворокрака потисна елиса, за први серијски модел је коришћен мотор Микулин М-17Б и двокрака потисна елиса а најчешће уграђиван мотор у овај авион био је Микулин АМ-34Н клипни мотор са течним хлађењем снаге 750 KS. Пропелер је двокраки, потисни са променљивим кораком подешен на земљи, пречника 3 m. Мотор је постављен на носаче (балдахин) изнад средишњег дела. Гориво је смештено у два главна резервоара каја се налазе у средишњем делу трупа авиона, капацитета 670 литара и у два додатна (привремена) помоћна резервоара капацитета 460 литара. Мотор се стартује компримованим ваздухом из резервоара  компримованог ваздуха или из компресора директно.
Крило се састоји се од три дела: средишњи део је саставни део трупа (центроплан) и два одвојива конзолна дела. Централни део је од пуног дрвета. Конструкција се састоји од рамењача, ребара и облоге. Одвојиви делови крила су мешовите конструкције од дрвета и дуралуминијума. На крајевима крила су постављена ваздухопловна светла. Облик крила је трапезаст. На крилу су постављени дводелни елерони и закрилци. Подкрилни неувлачиви дрвени пловци су причвршћени на крилне конзоле.
Репне површине се састоје од вертикалног стабилизатора, кормила правца, хоризонталних стабилизатора и кормила висине. Верикални стабилизатор је саставни део кобилице и са њом чини једну целину. Хоризонтални стабилизатори су учвршћени за вертикални, негде око половине висине, са могућношћу промене угла у току лета. Хоризонтални стабилизатор и кормила висине имају дуралуминијски оквир (конструкцију) и платнену облогу премазану водоотпорним лаком. Додатно укрућење хоризонталних стабилизатора је извршено помоћу металних упорница у облику латиничног слова V. Кормило правца је потпуно метално, опремљено трим језичком.
Приликом извлачење авиона из воде служе специјална колица, за манипулацију по тлу, користи се фиксни стајни трап који се монтира на труп хидроавиона. Зими се на авион монитира стајни трап са скијама.

## Наоружање
Авион је био наоружан са: три митраљеза ШКАС калибра 7,62 mm, један покретни на прамцу а удвојени покретан на горњој страни трупа иза пилотског кокпита. Авион је могао да понесе 600 kg бомби на 8 подвесних носача, по 4 испод сваког крила према следећој шеми:
1. 8 x 50 kg ФАБ-50 бомби (400 kg тотал)
2. 2 x 100 kg ФАБ-100 бомби + 6 x 50 kg FAB-50 бомби (500 kg тотал)
3. 4 x 100 kg ФАБ-100 бомби (400 kg тотал)
4. 2 x 250 kg ФАБ-250M43 бомби (500 kg тотал)[4]

| Наоружање авиона: Беријев МБР-2бис |                                   |
| Ватрено (стрељачко) наоружање      |                                   |
| Топ                                |                                   |
| Митраљез                           |                                   |
| Број и ознака митраљеза            | 3 х ШКАС 7,62                     |
| Број метака                        | напред 1.000 + назад 1.500 метака |
| Калибар                            | 7,62                              |
| Бомбардерско наоружање (бомбе)     |                                   |
| Класичне авио бомбе                | ФАБ-50, ФАБ-100, ФАБ-250          |
| Укупна маса                        | 600                               |
| Број тачака за подвешавање         | 8                                 |
| Ракетно наоружање (ракете)         |                                   |

## Верзије
- МБР-2М-17 - Летећи чамац (извиђач-лаки бомбардер) покретан клипним мотором Микулин М-17 Б  од 508 kW (680 KS).
- МБР-2бис или МБР-2АМ-34 -  Побољшана верзија МБР-2М-17, покретана мотором Микулин АМ-34 Н.
- МБР-2М-103 - Један МБР-2АМ-34 је био опремљен снажнијим мотором М-103. Само један прототип.
- МП-1 - Путничка верзија летећег чамца МБР-2М-17, са шест путника у затвореној кабини.
- МП-1бис - Путничка верзија летећег чамца направљен на основу модела МБР-2бис.
- МП-1Т - Конверзија модела МБР-2М-17 у теретни транспортер.

## Оперативно коришћење
Први МБР-2 испоручени су крајем 1933 године (производио се до 1942.) Црноморској флоти. Авион је углавном користила совјетска ратна морнарица као извиђачки авион кратког долета до 1943. године. У току рата се користио и као лаки бомбардер противу површинских бродова и подморница. Ове авионе су поред Црноморске флоте користиле још и Балтичка, Северноморска и Тихоокеанска флота. Произведено је укупно 1.365 свих верзија авиона овог типа.
Изведена цивилна верзија МП-1 коришћена је од 1934. године као комерцијални летећи чамац. У путничкој верзији са шест седишта имао је две звучно изоловане и грејане кабине за по три особе. Користио га је Аерофлот углавном на обалним рутама Црног мора. Транспортна верзија МП -1Т уследила је 1935.
Верзија са мотором АМ-34 производила се до 1942. године и коришћена је у рату. Код цивилних верзија авиона је коришћен са мотор АМ-34Н.
Након њиховог избацивања из војне употребе, бројни МБР-2 наставили су да се користе као вишенаменски авиони за надзор рибарства и приобалних шума у цивилном сектору.
Финска је користила осам авиона овог типа а до њих је дошла заробљавањем тих авиона током рата. Све време рата ови авиони су у финском ваздухопловству коришћени за патролирање и акције спашавања на мору.
У корејском рату Совјетски Савез је известан број ових авиона дао Северној Кореји која их је користила као по правилу у ноћним операцијама. Американци су ове авионе назвали "луди кинески будилници". Потписивањем споразума о примирју јула 1953. године између две Кореје престала је и употреба ових авиона.
Летећи чамац МБР-2 који је пројектовао Георгиј Михајлович Беријев, заиста није могао да се похвали ни елеганцијом форме ни изванредним перформансама, међутим то је био поуздан авион који је уведен у употребу 1935. и коришћен све до 1954. године и током свих тих година повукао значајан део како у борбеним формацијама током рата тако и на линијама поморске цивилне ваздушне флоте. За њега се стварно може рећи да је био „радни коњ“ као ниједан други авион тога времена. 

## Земље које су користиле авион
- СССР
- Финска
- Северна Кореја